# Millenium (E-Sport-Team)
Team Millenium war eine französische E-Sport-Organisation. Die Internetpräsenz millenium.org, ein ehemaliges Webportal für Videospiele und E-Sport gehörte laut Alexa Internet zwischenzeitlich zu den 500 meistbesuchten Internetseiten in Frankreich.
Überregionalen Erfolg im E-Sport hatte Millenium ab etwa 2010 in den Titeln League of Legends und StarCraft II und später auch in anderen Disziplinen. 2016 gewann der für Millenium spielende Hearthstone-Profi Pavel Beltukov aus Russland die mit 250.000 US-Dollar dotierte Blizzcon.
Im Oktober 2018 kündigte Millenium die Schließung aller E-Sport-Teams bis Jahresende an.

## Ehemalige Spieler

### League of Legends
Seit 2011 war Millenium im MOBA League of Legends aktiv, konnte dort allerdings lange Zeit keine stabile Mannschaft aufbauen, sodass in knapp drei Jahren über 30 verschiedene Spieler – oftmals nur für kurze Zeit – unter Vertrag standen. Trotzdem wurden einige vordere Resultate bei Turnieren wie dem Intel Extreme Masters oder der DreamHack Valencia erzielt.
Im Januar 2014 übernahm Millenium die Spieler von Team Alternate und war damit erstmals in der League Championship Series (LCS), der höchsten europäischen Profiliga in League of Legends, vertreten. Dem neuen Team gelang mit dem Sieg beim Intel Extreme Masters Turnier in Sao Paulo Ende Januar 2014 sofort ein großer Turniersieg.
In der LCS belegte das Team im Spring Split 2014 zwar den achten und somit letzten Platz, konnte sich durch einen 3:2-Sieg über das Team Ninjas in Pyjamas in der Relegation erneut für die LCS qualifizieren. Den LCS Summer-Split beendete das Team auf Platz 6.
ehemalige (Auswahl)
- Paul „sOAZ“ Boyer (Top, Jun.–Okt. 2011)
- John „hyrqBot“ Velly (Jungle, Mär.–Apr. 2012, Okt. 2012)
- Christoph „nRated“ Seitz (Support, Jun.–Jul. 2012)
- Bora „YellOwStaR“ Kim (Top, Jun.–Jul. 2012)
- Erik „Tabzz“ van Helvert (Mid, Dez. 2012–Apr. 2013)
- Alvar Martin „Araneae“ Aleñar (Jungle, Jan.–März 2014)
- Adrian „Kerp“ Wetekam (Mid, Jan.–Okt. 2014)
- Markus „Kottenx“ Tingvall (Jungle, März–Okt. 2014)
- Kevin „kev1n“ Rubiszewski (Top, Jan.–Dez. 2014)
- Cho „H0R0“ Jae-hwan (Jungle, Okt.–Dez. 2014)
- Ryu „Ryu“ Sang-wook (Mid, Okt.–Dez. 2014)
- Jakub „Creaton“ Grzegorzewski (AD, Dez. 2012–Apr. 2013, Jan.–Dez. 2014)
- Alexander „Jree“ Bergström (Support, Jan.–Dez. 2014)

### StarCraft II
Der erfolgreichste StarCraft-II-Spieler von Millenium war der Franzose Ilyes „Stephano“ Satouri, der knapp zwei Jahre für das Team spielte und in dieser Zeit unter anderem den Electronic Sports World Cup 2011 gewann. Auf seinem Zenit galt er als bester Nichtkoreanischer StarCraft-Spieler der Welt und war zwischenzeitlich nach Karrierepreisgeld der erfolgreichste französische E-Sportler überhaupt. Ein weiteres Highlight der Teamgeschichte ist der 2. Platz von Benoît „Adelscott“ Strypsteen bei den World Cyber Games 2012. Der Franzose David „Lilbow“ Moschetto gewann als erster nicht-koreanischer Spieler die StarCraft II World Championship Series Premier League. Mit diesem Sieg konnte er sich ein Platz auf der BlizzCon sichern, für die sich die besten 16 Spieler des Jahres qualifizieren. Dort verlor er in der ersten Runde gegen Lee „Life“ Seung Hyun.
- Chris „HuK“ Loranger (Protoss, Jul. 2010–Sep. 2010)
- Ilyes „Stephano“ Satouri (Zerg, Okt. 2010–Aug. 2012)
- Yoan „ToD“ Merlo (Protoss, Jan. 2011–Sep. 2011)
- Jon „BabyKnight“ Andersen (Protoss, Sep. 2013–Mai 2014)
- Juan Moreno „VortiX“ Durán (Zerg, seit Juni 2014-Dez. 2014)
- Park „ForGG“ Ji-soo (Terraner, seit Jun. 2012-Dez. 2015)
- David „Lilbow“ Moschetto (Protoss, Dez. 2014-Jul. 2016)
- Antoine „Dayshi“ Stievenart (Terraner, Okt. 2012-Dez. 2016)
- Madeleine „MaddeLisk“ Leander (Zerg, Jan. 2013-Dez. 2016)
- Alexis „MarineLorD“ Eusebio (Terraner, Dez. 2014-Dez. 2016)
- Tobias „ShoWTimE“ Sieber (Protoss, Dez. 2015-Dez. 2016)
- Benoît „Adelscott“ Strypsteen (Protoss, Sep. 2010-Dez. 2016)

## Erfolge (Auswahl)

### League of Legends
- IEM Season VI 2011 – Global Challenge Cologne (4. Platz, 2.400 $)
- World Cyber Games 2011 (4. Platz)
- DreamHack Valencia 2012 (1. Platz, 2.500 €)
- IEM Season VII 2013 – Global Challenge Sao Paulo (3. Platz, 4.500 $)
- IEM Season VII 2013 – World Championship (5. Platz, 6.900 $)
- DreamHack Valencia 2013 (1. Platz, 2.500 €)
- Insomnia49 Summer 2013 (1. Platz, 5.000 £)
- IEM Season VIII 2014 – Global Challenge Sao Paulo (1. Platz, 15.000 $)
- IEM Season VIII 2014 – World Championship (7. Platz, 7.500 $)

### StarCraft II
Team
- Acer Teamstory Cup Season 1 2013 (3. Platz, 3.000 €)

Einzel
- MLG Pro Circuit: Raleigh 2010 ( HuK, 1. Platz, 2.500 $)
- IGN ProLeague Season 3 ( Stephano, 1. Platz, 30.000 $)
- Electronic Sports World Cup 2011 ( Stephano, 1. Platz, 26.000 $)
- ASUS ROG Winter 2012 ( Stephano, 2. Platz, 6.000 $)
- World Cyber Games 2012 ( Adelscott, 2. Platz, 10.000 $)
- StarCraft II World Championship Series 2013 Europe Season 1 ( ForGG, 3. Platz, 7.000 $)
- HomeStory Cup IX 2014 ( Dayshi, 3. Platz, 2.500 $)
- StarCraft II World Championship Series 2014 Europe Season 2 ( ForGG, 3. Platz, 7.500 $)
- DreamHack Winter 2014 ( ForGG, 1. Platz, 30.000 $)
- StarCraft II World Championship Series 2015 Season 2 ( Lilbow, 2. Platz, 15.000 $)
- StarCraft II World Championship Series 2015 Season 3 ( ForGG, 3–4. Platz, 10.000 $)
- StarCraft II World Championship Series 2015 Season 3 ( Lilbow, 1. Platz, 30.000 $)

### Counter-Strike
- DreamHack Summer 2009 (3. Platz, 1.900 $)[9]
- DreamHack Winter 2009 (4. Platz, 1.400 $)[10]